# Playa Sardinas II
Playa Sardinas II es un barrio ubicado en la isla-municipio de Culebra en el estado libre asociado de Puerto Rico. En el Censo de 2010 tenía una población de 64 habitantes y una densidad poblacional de 1,02 personas por km².

## Geografía

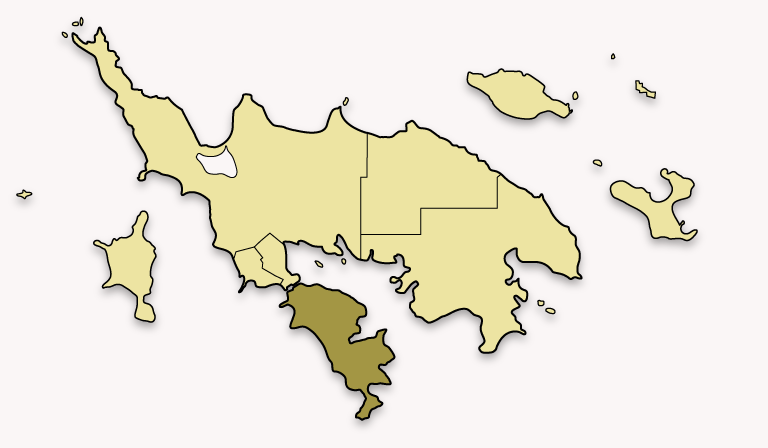
Ubicación del barrio de Playa Sardinas II en el municipio de Culebra

Playa Sardinas II se encuentra ubicado en las coordenadas 18°16′40″N 65°17′11″O / 18.27778, -65.28639. Según la Oficina del Censo de los Estados Unidos, Playa Sardinas II tiene una superficie total de 62.95 km², de la cual 2.59 km² corresponden a tierra firme y (95.89%) 60.36 km² es agua.

## Demografía
Según el censo de 2010, había 64 personas residiendo en Playa Sardinas II. La densidad de población era de 1,02 hab./km². De los 64 habitantes, Playa Sardinas II estaba compuesto por el 76.56% blancos, el 10.94% eran afroamericanos, el 1.56% eran amerindios, el 7.81% eran de otras razas y el 3.13% pertenecían a dos o más razas. Del total de la población el 71.88% eran hispanos o latinos de cualquier raza.